# Milot Rashica
Milot Rashica (Vučitrn, 28 de junho de 1996) é um futebolista kosovar que atua como ponta-direita. Atualmente, joga no Beşiktaş.

## Carreira

### Vitesse
Em 10 de fevereiro de 2015, Milot Rashica assinou um contrato com o Vitesse, com duração de três anos até 30 de junho de 2018. Estreou em 30 de julho de 2015, na derrota por 3–0 contra o Southampton pela Terceira pré-eliminatória da Liga Europa.
Em 20 de setembro de 2015, Rashica marcou seu primeiro gol como profissional na vitória por 3–0 sobre o De Graafschap.

### Werder Bremen
Em 31 de janeiro de 2018, Rashica assinou um contrato com o Werder Bremen, com duração de quatro anos e meio até 2022.

## Estatísticas
Atualizado até 25 de outubro de 2017

### Clubes
| Equipe            | Temporada         | Campeonato nacional | Campeonato nacional | Copa nacional | Copa nacional | Competições continentais | Competições continentais | Total | Total |
| Equipe            | Temporada         | Jogos               | Gols                | Jogos         | Gols          | Jogos                    | Gols                     | Jogos | Gols  |
| ----------------- | ----------------- | ------------------- | ------------------- | ------------- | ------------- | ------------------------ | ------------------------ | ----- | ----- |
| Vitesse           | 2015–16           | 31                  | 8                   | 1             | 0             | 2                        | 0                        | 34    | 8     |
| Vitesse           | 2016–17           | 33                  | 2                   | 6             | 2             | –                        | –                        | 39    | 4     |
| Vitesse           | 2017–18           | 9                   | 3                   | 2             | 0             | 3                        | 0                        | 14    | 3     |
| Total na carreira | Total na carreira | 73                  | 13                  | 9             | 2             | 5                        | 0                        | 87    | 15    |

## Títulos
Vitesse
- Copa dos Países Baixos: 2016–17